# Formica bradleyi
Formica bradleyi (nume comun furnică de nisip) este o specie de furnică. Este una dintre puținele specii care folosesc doar un singur tip de sol care este solul nisipos. EW Wheeler a observat pentru prima dată relația sa cu solul în 1944. Un număr al Journal of the Kansas Entomological Society afirmă că furnica este „cea mai frumoasă specie a genului, cu femelele și muncitori săi roșii  și masculii ei negri strălucitori”.